# Кульджинский поход
Кульджинский поход — завоевание Илийского султаната войсками Российской империи под командой военного губернатора Семиреченской области генерал-лейтенанта Колпаковского в мае — июне 1871 года, приведшая к оккупации территории Илийского края и принятию его под юрисдикцию Российской империи. В 1881 году почти вся территория края возвращена под юрисдикцию империи Цин.

## Предпосылки к походу
К весне 1871 года обострились отношения между отколовшимся ранее от империи Цин Илийским (Кульджинским) султанатом и русскими властями Туркестана. Илийские уйгуры (таранчи) совершали грабительские набеги на русскую территорию и нападали на русские посты. У населения приграничных районов русского Туркестана поднимались антирусские настроения. Для предотвращения набегов уйгуров ещё в 1868 году русские власти выставили три постоянных отряда (в составе 1 роты пехоты, 1 сотни казаков и 1 взвода артиллерии каждый) на урочище Бахты, на реке Борохудзире и перед Музартским проходом на реке Текесе (Тянь-Шанский отряд). Также были выставлены временные посты, по 1 сотне казаков, при урочищах Каптанай и Чунджи. Периодически происходили вооружённые стычки с уйгурами.
19 апреля 1871 года более тысячи семей казахов Старшего жуза во главе с Тазабеком Бусурмановым откочевали из Верненского уезда за Кетменьский перевал на левый берег реки Или (территория Илийского султаната). Беглецы на своём пути разорили несколько аулов и угнали скот. Пытавшийся их остановить у Актогоя казачий конвой есаула Герасимова (33 казака) не имел успеха. Военный губернатор Семиреченской области генерал-лейтенант Колпаковский направил илийскому султану Алахану требование до 3 мая выдворить беглецов обратно, при этом исполнявшие поручение казаки подверглись в приграничном селении Мазар оскорблениям и насилию от илийцев.
В то же время Колпаковский направил генерал-губернатору Туркестана генералу Кауфману запрос на разрешение военной экспедиции в Илийский султанат для наказания уйгуров за их набеги:

«Бездействие наше в настоящем случае может вредно повлиять на умы наших киргиз, уважающих только силу и решительность и дать время нашему сомнительному соседу Якуб-беку подать руку помощи Кульдже: Отдельные же экспедиции: как, например, разорение Кетменя и Дубуна, хотя и полезно, но служит слишком малым возмездием за нападение на русские войска и объявление войны России инсургентом, называющим себя Султаном Илийским».

Кауфман доложил в Петербург и получил повеление совершить экспедицию осенью 1871 года, однако, убеждённый Колпаковским в нецелесообразности откладывать до осени, что дало бы уйгурам собраться с силами, разрешил немедленно «двинуться с самостоятельным отрядом на Кульджу для примерного наказания таранчей». Колпаковский получил для усиления своих сил сотню казаков Семиреченского полка, в Нарынское и Каракольское укрепления был направлен 1-й Туркестанский линейный батальон.

## Подготовка к походу

Илийский султан Алахан

2 мая 1871 года русским командованием выставлены добавочные посты по 50 казаков около Кетменьского перевала и на урочище Ак-Джаре.
Не получив 3 мая никакого ответа от султана, Колпаковский снарядил для возвращения беглых казахов Тазабека отряды подполковников Елинского и Ждан-Пушкина, приказав им «ни в каком случае не начинать первыми враждебных действий против таранчей, а извещать их начальников при всякой встрече о цели нашего движения, заключающейся единственно в возврате наших откочевавших волостей».
6 мая подполковник Ждан-Пушкин со 140 казаками произвёл рекогносцировку Кетменьского перевала. На следующий день к проходу через перевал выдвинулся отряд подполковника Елинского, в составе 1 роты пехоты, 1,5 сотен казаков и 2 орудий. 8 мая его отряд был атакован силами уйгуров и киргизов численностью около 3000 человек, но после подхода на помощь Ждан-Пушкина с казаками нападавшие были отброшены. Потери отряда составили 3 убитых и 8 раненых. Плохая погода, устроенные уйгурами завалы на спуске с перевала и отсутствие корма для животных вынудили Елинского и Ждан-Пушкина прекратить преследование и отвести 10 мая отряд в долину реки Шалкады-Су (Чалкады-Су) на территорию России. 14 мая русский отряд был окружён уйгурами и киргизами, численностью более 3000 человек, но артиллерийским огнём русские нанесли нападавшим сильный урон и вынудили их уйти 16 мая за Кетменьский перевал в селение Кетмень.
Одновременно с этим в качестве отвлекающего манёвра с поста Борохудзир к уйгурскому укреплённому селению Мазар 3 мая был направлен отряд майора Балицкого в составе 1 роты пехоты, 20 казаков и 2 орудий. В ночь с 6 на 7 мая конные уйгуры напали на передовой разъезд отряда Балицкого, а утром 7 мая и сам отряд подвергся нападению противника. В ходе боя уйгуры были отброшены и покинули укрепления Мазара, разрушенные после этого русскими войсками. 8 мая отряд Балицкого оказался отрезан уйгурами от Борохудзира и остался без источников воды. Под постоянным огнём неприятеля отряд дошёл до разрушенного города Хоргоса в Кетменьском ущелье, где 10 мая отбил атаку превосходящих сил противника (до 3000 человек), и далее через Аккент, где 12 мая также отбил нападение, вернулся в Борохудзир. Потери отряда составили 3 раненых, 1 казак попал в плен и 2 казака пропали без вести. Этот переход выявил слабость необученных и плохо вооружённых войск илийского султана, которые, несмотря на превосходство в численности, ничего не смогли сделать с небольшим отрядом русских.
25 мая из Чунджи к селению Кетмень выступил отряд полковника Михаловского, в составе 2 рот пехоты, 4 орудий, полусотни казаков, учебной казачьей команды и местной милиции. В тот же день из Борохудзира к Аккенту вышел отряд Балицкого, в составе 2 рот пехоты, 2 орудий, полусотни казаков и местной милиции. 26 и 27 мая отряд Михаловского имел стычки с уйгурами, а 28 мая с боя взял селение Кетмень. За три дня потери отряда составили 1 убитого и 7 раненых. 29 мая к нему на соединение вышел с перевала отряд Елинского. Утром 31 мая русский отряд у Кетменя был атакован новыми силами уйгуров численностью около 3000 человек. Ожесточённый бой, за которым наблюдал сам илийский султан, продолжался 4,5 часа. Уйгуры понесли большие потери (до 500 убитых) и отступили. Потери русских составили 2 убитых и 35 раненых. Видя, что уйгуры стягивают к перевалу новые силы, полковник Михаловский принял решение отойти. Оставив в самом узком месте отряд подполковника Елинского, Михаловский вывел 6 июня свои силы к Борохудзиру.
2 и 3 июня произошли стычки при Уртен-Музарте и на урочище Чинь-жень-су. 4 июня уйгуры напали на отряд Балицкого у Аккента, но были отброшены, понеся потери и оставив русским в качестве трофея 2 знамени. В русском отряде — 1 убитый и 2 раненых. 6 июня отряд Елецкого вышел с перевала и занял селение Дубун, из которого часть отряда (1 рота пехоты и полусотня казаков) была отправлена в Борохудзир, а остальная часть (1 рота пехоты, полусотня казаков и 2 орудия) под командой Елецкого вышла на укрепление отряда капитана Ветберга, стоявшего на выходе из Музартского ущелья в Илийскую долину.

## Силы русских

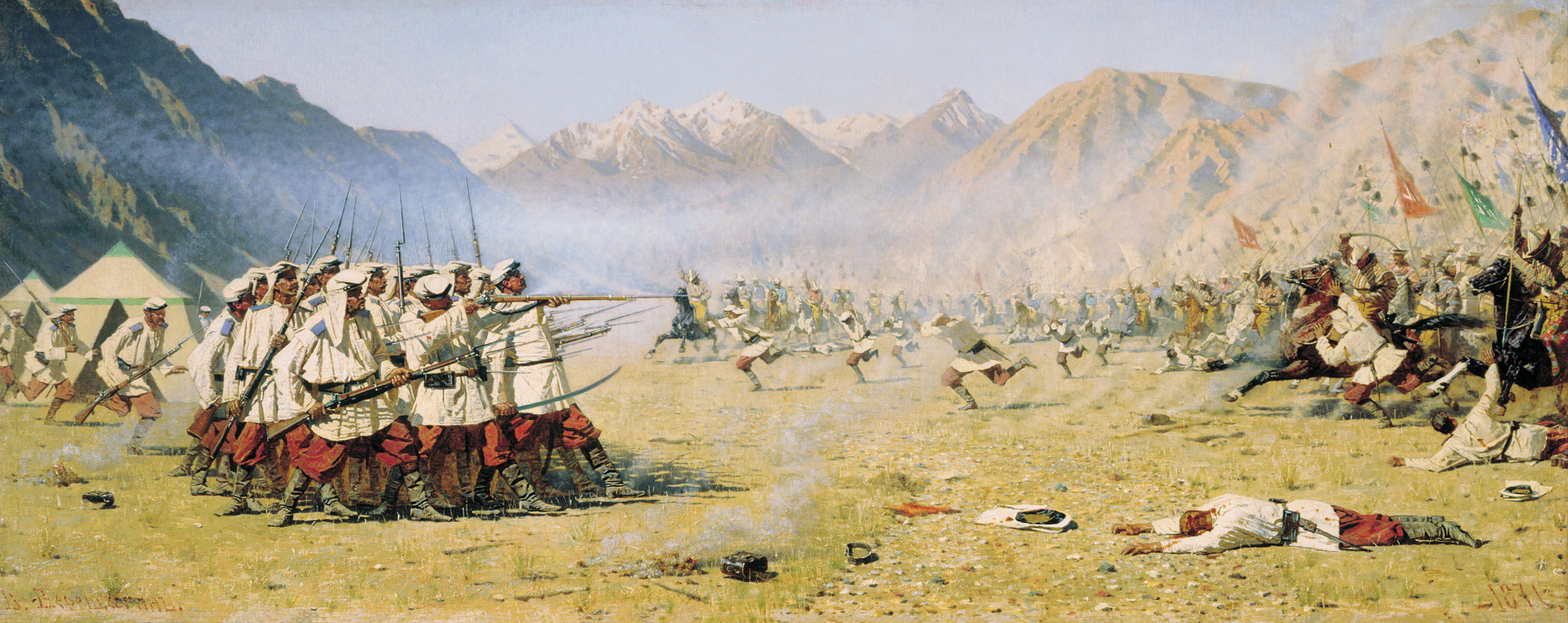
В. В. Верещагин. «Нападают врасплох», 1871

В начале июня силы русских отрядов были распределены следующим образом:
- на Борохудзире — 1 рота 10-го Туркестанского линейного батальона, 2 роты 11-го Туркестанского линейного батальона, 2 роты 12-го Туркестанского линейного батальона, сапёрная и учебная пехотная команды, Сибирская № 2 казачья сотня, полусотня Сибирской № 1 казачьей сотни, Семиреченские № 2 и № 3 казачьи сотни, полусотня Семиреченской № 6 казачьей сотни, 4 орудия 1-й батареи и 4 орудия 2-й батареи 2-й Туркестанской артиллерийской бригады;
- у Кетменя — 2 роты 10-го Туркестанского линейного батальона, полусотня Семиреченской № 6 казачьей сотни;
- на Музарте — 1 рота 10-го Туркестанского линейного батальона, Сибирская № 1 казачья сотня, 2 орудия 1-й батареи 2-й Туркестанской артиллерийской бригады.

## Поход

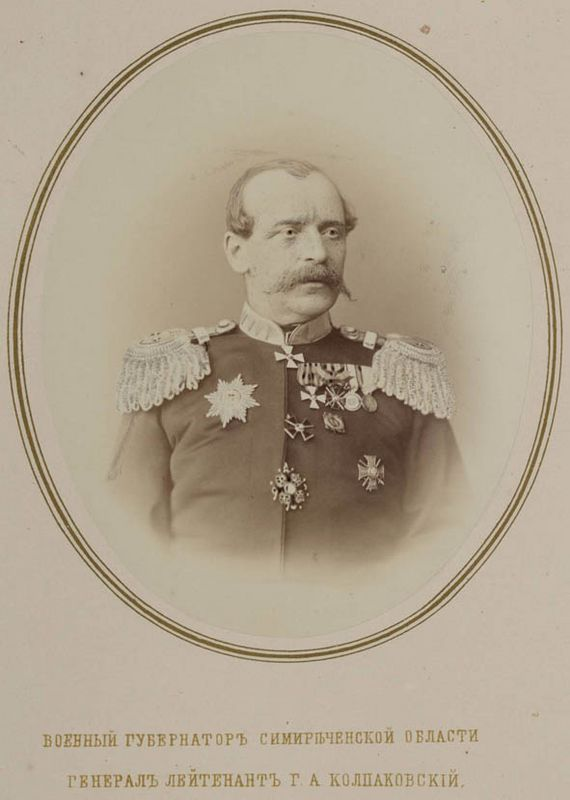
Генерал-лейтенант Г. А. Колпаковский

5 июня Колпаковский, получивший к этому времени от Кауфмана разрешение на экспедицию на Кульджу, направил населению Илийского края воззвание с призывом не оказывать сопротивление русским войскам:

«Жители Илийского края! Военные силы наши будут употреблены только для уничтожения неприятельских войск и военных средств. Все мирные люди, которые явятся к войскам нашим с покорностию и дружбою, могут жить спокойно. Никто не обидит их и не лишит принадлежащего им скота и всякого имущества. Русские войска будут действовать только против врагов, но не против мирных жителей: Пусть поймет все население Кульджинской страны без различия племени и вероисповеданий, что войска наши есть истинные их друзья и все неодолимые силы свои употребят не против мирного населения, а против таранчинского правителя, не внявшего предложениям дружбы и безумно решившего вызвать своими ничтожными силами войну с могущественным Русским государством».

8 июня Колпаковский прибыл в Борохудзир и возглавил действующий отряд. 12 июня отряд начал движение к Кульдже, держа направление по правому берегу реки Или на село Хоргос, и у Аккента соединился с передовым отрядом (3 роты пехоты, 2 ¾ сотни казаков, 6 орудий). Общая численность отряда Колпаковского составила 1785 человек.
16 июня за Хоргосом авангард отряда подвергся атаке уйгуров и помогавших им дунган, киргизов, сибо и калмыков, численностью около 4000 человек. Атака нападавших была успешно отражена русскими войсками, причём при преследовании неприятеля русские овладели лагерем у селения Алим-ту. Потери русских в этом деле составили 3 раненых.
17 июня русский отряд подошёл к укреплённому городу дунган Чинчахоцзи, но не смог с ходу взять его, остановленный илийской артиллерией, расположенной в садах у города. 18 июня русские стремительной атакой захватили артиллерийские позиции неприятеля и взяли городские укрепления. В ходе боя был убит один и ранены 12 солдат, а также ранен капитан А. В. Каульбарс. Потери уйгуров составили более 45 человек.
Илийский султан Алахан предложил Колпаковскому начать мирные переговоры, но Колпаковский, зная, что султан в то же время обратился к правителю Йэттишара Якуб-беку за помощью, проигнорировал предложение.
19 июня отряд Колпаковского подошёл к Суйдуну. Войска султана бежали, преследуемые казаками, а дунганское население Суйдуна сдало город без сопротивления. В ночь с 19 на 20 июня жившие в пригородах Кульджи китайцы подняли восстание против власти султана, жестоко подавленное, при этом погибли и члены китайского посольства, находившиеся в Кульдже. Под воздействием поражений своих войск и находясь под угрозой нового восстания, султан Алахан направил к Колпаковскому посольство с просьбой остановить наступление русских войск. Колпаковский потребовал выдать беглых казахов Тазабека и продолжил движение к Кульдже.
Направив новое посольство с просьбой остановиться у селения Баяндай, султан прибыл туда 21 июня и, преклонив перед Колпаковским колени, объявил, что «отдается на волю русского правительства, прося пощады своему народу». Русским был выдан также беглый Тазабек Бусурманов. Колпаковский от имени императора гарантировал Алахану и населению Кульджи безопасность и неприкосновенность имущества. 22 июня 1871 года русские войска без боя вошли в Кульджу. Трофеями стали 57 медных орудий, 359 больших крепостных ружей, 13 фальконетов и другое оружие и припасы.

## Последствия похода
Покорность русским властям выразили кочевые племена и поселения (кенты) края: сибо, солоны, калмыки, уйгуры, казахи-кызаи, а также китайские поселения Такиянзы, Джинхо и Шихо. Было начато разоружение населения.
Власть султана была упразднена, сам Алахан препровождён на поселение в Верный, где позже и умер. Илийский край был временно включён в состав Туркестанского генерал-губернаторства и подчинён военному губернатору Семиреченской области, для управления делами края была создана Канцелярия по кульджинским делам при военном губернаторе Семиреченской области.
В 1881 году между Российской империей и империей Цин был заключён Петербургский договор, по которому территория Илийского края была возвращена Китаю, за исключением приграничных 23 тыс. км², переданных России.